# Papuacalia
Papuacalia es un género de plantas con flores perteneciente a la familia Asteraceae. Comprende 17 especies descritas y aceptadas.

## Taxonomía
El género fue descrito por Jan Frederik Veldkamp y publicado en Blumea 36(1): 168. 1991. La especie tipo es Papuacalia dindondl (P.Royen) Veldkamp

## Especies aceptadas
A continuación se brinda un listado de las especies del género Papuacalia aceptadas hasta julio de 2012, ordenadas alfabéticamente. Para cada una se indica el nombre binomial seguido del autor, abreviado según las convenciones y usos.
- Papuacalia aurea Veldkamp
- Papuacalia carstenszensis (P.Royen) Veldkamp
- Papuacalia dindondl (P.Royen) Veldkamp
- Papuacalia gandin (P.Royen) Veldkamp
- Papuacalia glossophylla (Mattf.) Veldkamp
- Papuacalia kandambren (P.Royen) Veldkamp
- Papuacalia kukul (P.Royen) Veldkamp
- Papuacalia milleri D.J.N.Hind & R.J.Johns
- Papuacalia mogrere (P.Royen) Veldkamp
- Papuacalia ottoensis (P.Royen) Veldkamp
- Papuacalia sandsii D.J.N.Hind & R.J.Johns
- Papuacalia saruwagedensis (Mattf.) Veldkamp
- Papuacalia titoi D.J.N.Hind & R.J.Johns
- Papuacalia valentini Veldkamp
- Papuacalia veldkampii D.J.N.Hind
- Papuacalia versteegii (Mattf.) Veldkamp
- Papuacalia yuleensis Veldkamp